# Сражение при Геневадсбро
Сражение при Геневадсбро (швед. Slaget vid Genevadsbro) — одно из сражений датско-шведской войны (1657—1658), произошедшее 31 августа 1657 года и закончившееся поражением датчан.

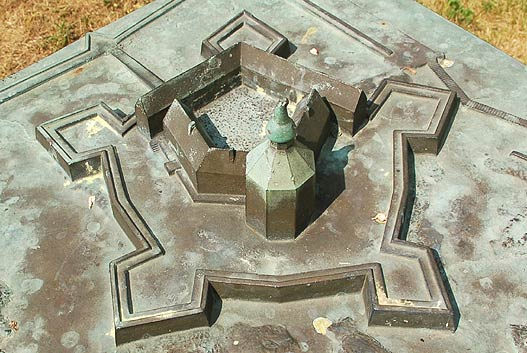
Модель замка Лагахольм

После неуспеха в боях за Энгельхольм шведские войска Пера Браге отступили к Лахольму, а затем дальше к Хальмстаду. Датчане под командованием Акселя Урупа последовали за ними, остановились возле Лахольма и начали рыть траншеи для осады замка Лагахольм. Ситуация стала критической для шведов: если крепость Лагахольм падет, то Хальмстад окажется под угрозой. Датчане превосходили численностью. Пер Браге запросил подкрепления, и 30 августа они прибыли в Хальмстад. Шведская армия теперь насчитывала около 8000 человек и состояла из 28 эскадронов и 7 бригад.

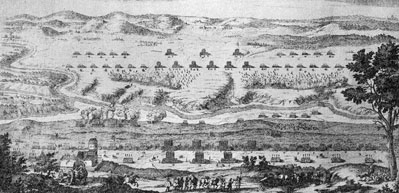
Гравюра Сражение при Геневадсбро

Браге двинулся на юг, чтобы спасти замок Лагахольм. Датчане были хорошо осведомлены о движении шведов, и Уруп разместил свою армию на южном берегу реки Геневадсон. Шведский авангард прибыл ещё утром, и обе армии выстроились в две очень длинные линии, параллельно друг другу, вдоль высот по обе стороны реки. Настоящий бой начался только в четыре часа дня, когда около 500 датских солдат под командованием Ульрика Фредерика Гильденлёве попытались перейти мост. Шведам довольно долго удавалось сдерживать атаки, а затем они подожгли мост и тем самым остановили удар противника.  
Затем началась артиллерийская дуэль, продолжавшаяся шесть часов. Датчане имели преимущество в выборе позиции, но их артиллерия была размещена высоко на холмах возле Даггарпа, и многие ядра пролетали над шведами, которые в ответ открыли более точный ответный огонь.
Лишь к вечеру шведы начали переправляться через реку. Их пехота смогла пиками и палашами отбросить датскую артиллерию с высот. Шведские фланги стали охватывать линию датчан, и те были вынуждены отступить, чтобы не быть отрезанными. Когда в десять часов вечера стемнело, бой прекратился. Из-за темноты шведы не могли преследовать отступивших в беспорядке датчан, что спасло их от разгрома. 
Из-за поражения в сражении Аксель Уруп отказался от осады Лагахольма и отступил на юг в сторону Хельсингборга, в Сконе. 